# Neoplan Starliner

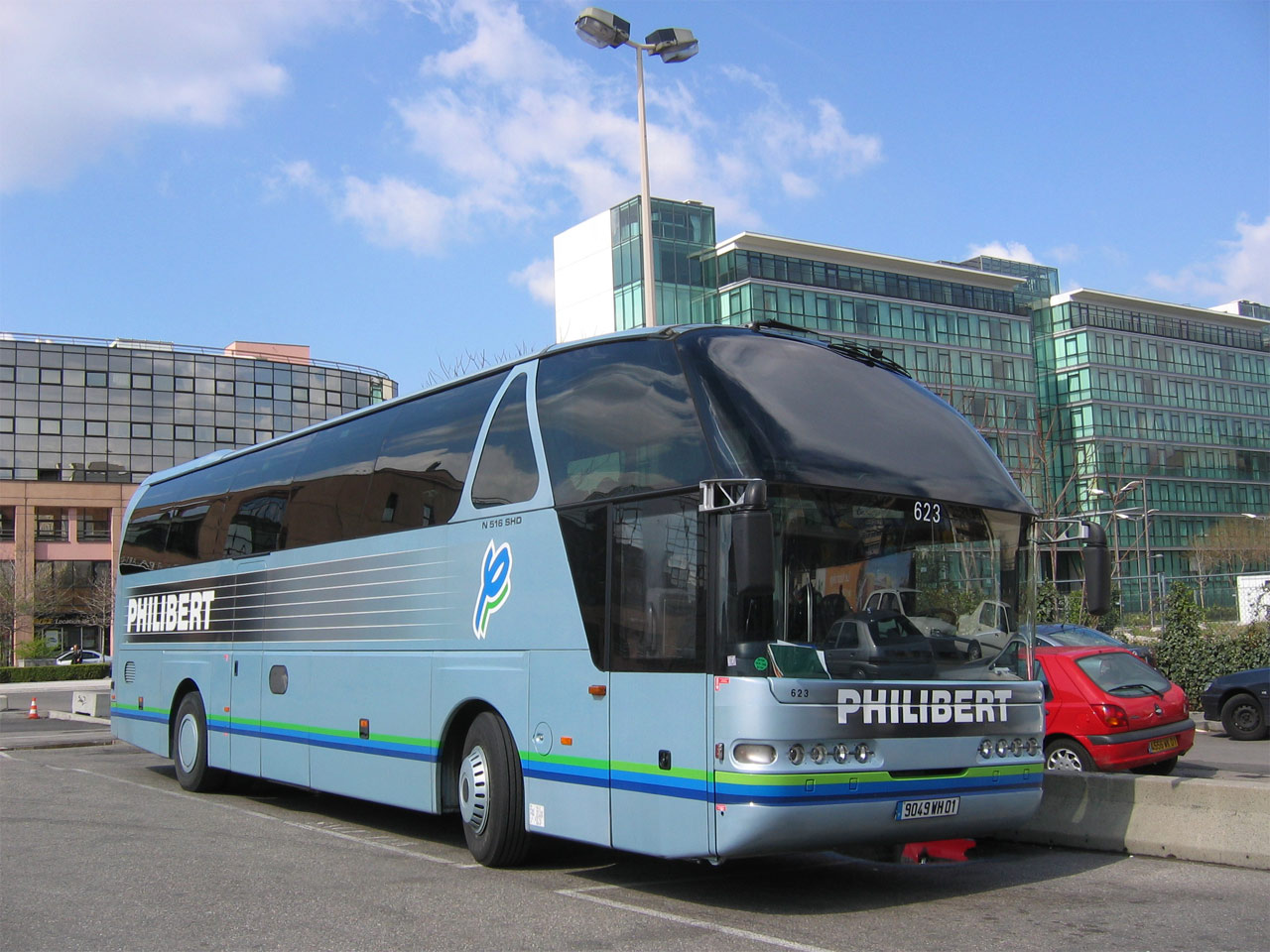
Neoplan N 516 SHD Starliner 1

Der Starliner war ein Reisebus des heute zum MAN SE Konzerns gehörenden Omnibusherstellers Neoplan, damals in Stuttgart als Gottlob Auwärter GmbH & Co. KG ansässig. Er war das Top-Modell der Marke. Das Fahrzeug wurde in zwei Generationen von 1996 bis 2015 gebaut.

## Starliner 1
Der Reisebus Starliner 1 wurde von 1996 bis 2004 im Werk Stuttgart als 2 und 3-Achser produziert. Eine Neuerung beim Starliner war die erstmals angebotene Individualbelüftung der Fahrgastplätze ohne über dem Fahrgast angebrachte Düsenbestecke. Stattdessen hatten die Fahrzeuge verstellbare Drehregler in der Nähe der Scheiben, welche den Luftstrom regelten. Ebenfalls völlig neu auf dem Markt waren Metallsäulen zwischen den Doppelsitzen, welche zur Aufnahme von Dreipunkt-Sicherheitsgurten auf allen Fahrgastplätzen dienten, somit als Träger der Leseleuchten.

### Technische Daten Starliner 1
|            | N 516 SHD | N 516/3           | N 516/3 SHDL      | N 516 SHDH | N 516/3 SHDH      | N 516/3 SHDHL     |
| ---------- | --------- | ----------------- | ----------------- | ---------- | ----------------- | ----------------- |
| Länge      | 12.000 mm | 12.000 mm         | 13.700 mm         | 12.000 mm  | 12.000 mm         | 13.700 mm         |
| Breite     | 2.540 mm  | 2.540 mm          | 2.540 mm          | 2.540 mm   | 2.540 mm          | 2.540 mm          |
| Höhe       | 3.715 mm  | 3.715 mm          | 3.715 mm          | 3.855 mm   | 3.855 mm          | 3.855 mm          |
| Radstand   | 5.950 mm  | 5.450 mm/1.350 mm | 6.350 mm/1.350 mm | 5.800 mm   | 5.450 mm/1.350 mm | 6.350 mm/1.350 mm |
| Wendekreis | 21.450 mm | 21.450 mm         | 22.400 mm         | 21.100 mm  | 21.100 mm         | 22.400 mm         |

## Starliner 2
Die zweite und letzte Generation, der Starliner 2, wurde im Jahr 2004 auf der Internationalen Automobilausstellung IAA von Neoplan präsentiert.
Das erste Fahrzeug der 2. Generation wurde im Mai 2005 in Stuttgart an einen Kunden übergeben.
Der Starliner 2 ist 2,55 m breit und 3,9 m hoch. Er wurde in zwei verschiedenen Längen angeboten: 13,99 m und 12,99 m. Beide Versionen sind Dreiachser und werden von einem 324 kW (440 PS) starken Sechszylinder bewegt und erhalten die geforderte Abgasnorm Euro 4. Alle Versionen waren in der 4-Sterne-Klassifizierung oder als 5-Sterne-Standard zu haben und können bis zu 59 bzw. 63 Passagiere transportieren. Das Innendesign wurde von der Neoplan-Designerin Andrea Lipp gestaltet, während die Front- und Heckgestaltung von Michael Streicher designed wurden.
Der Starliner 2 wurde anfangs im Werk Plauen und Stuttgart (Endmontage), dann bis zur Schließung des Werks in Pilsting und anschließend wieder in Plauen produziert und vertrieben. Der Starliner war unter anderem der Bus des Formel-1-Teams Toyota oder des Basketballbundesliga-Teams WALTER Tigers Tübingen.

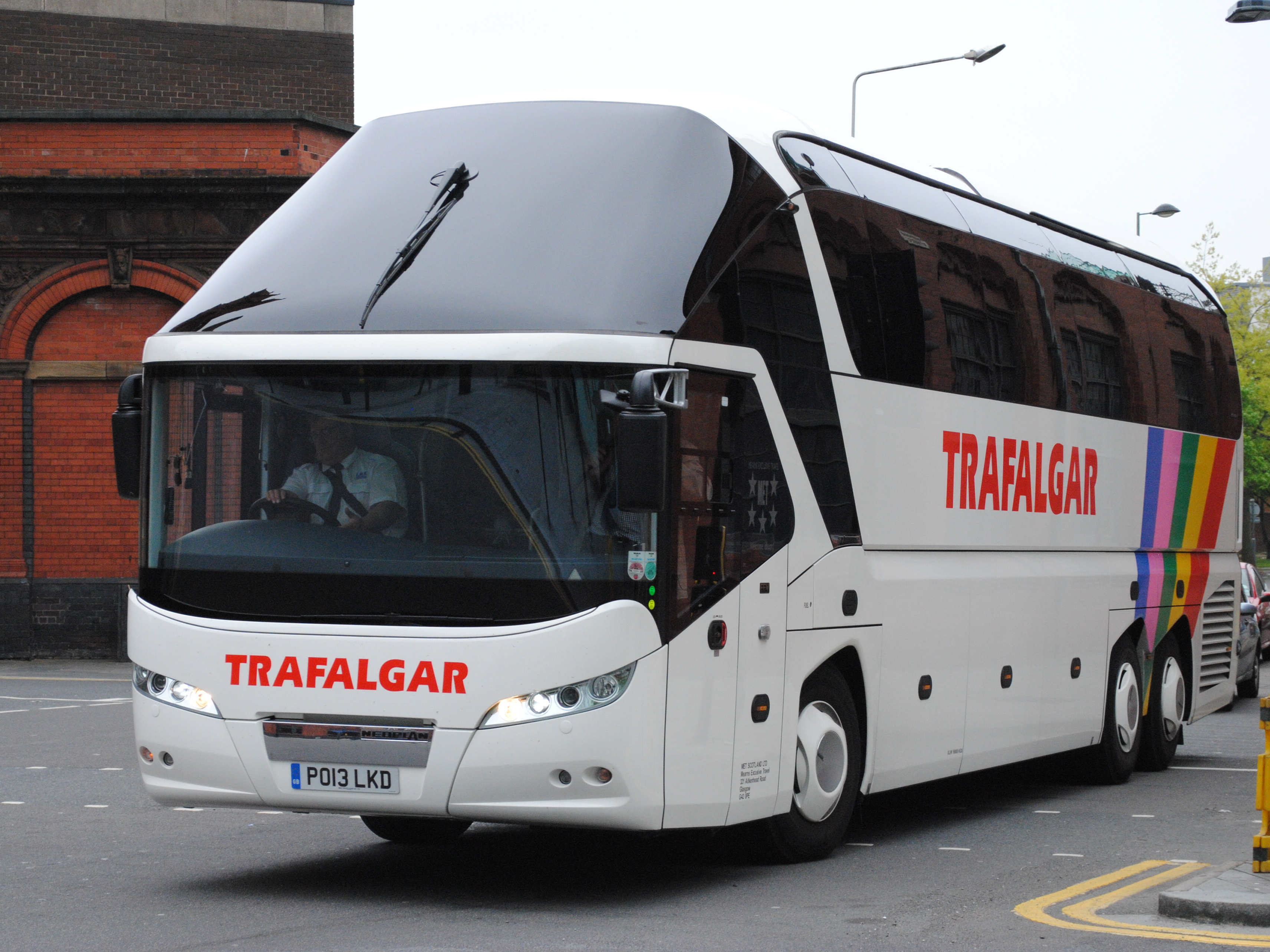
Neoplan Starliner der zweiten Baureihe

Im Mai 2014 wurde bekannt, dass MAN die Produktion der letzten deutschen Produktionsstätte in Plauen 2015 schließen will. Während der Cityliner nur einen Wechsel des Produktionsstandort in die Türkei erfuhr, wurde die Produktion des Starliners im Mai 2015 komplett eingestellt.